# Dana Elcar
Dana Elcar; właściwie Ibsen Dana Elcar (ur. 10 października 1927 w Ferndale w stanie Michigan, zm. 6 czerwca 2005 w Ventura w stanie Kalifornia) – amerykański aktor filmowy i telewizyjny. Popularność przyniosła mu rola w serialu MacGyver, gdzie zagrał Petera Thorntona, szefa głównego bohatera. 
Był absolwentem Uniwersytetu Michigan. Oprócz MacGyvera zagrał w kilkudziesięciu filmach; a także pojawił się gościnnie w popularnych serialach telewizyjnych; m.in.: Bonanza, Columbo, Nieustraszony, Drużyna A, Riptide, Prawo i porządek, Ostry dyżur. 
W ostatnich latach życia zmagał się z wieloma chorobami. W 1991 stracił wzrok w następstwie jaskry. Cierpiał również na cukrzycę. Zmarł w wieku 77 lat w wyniku komplikacji związanych z zapaleniem płuc.

## Filmografia
- Czerwona linia (1964) jako Foster
- Dusiciel z Bostonu (1968) jako Luis Schubert
- Niebieski żołnierz (1970) jako kpt. Battles
- Pojedynek rewolwerowców (1971) jako Marv Green
- Wielki napad w Minnesocie (1972) jako Allen
- Żądło (1973) jako Polk, agent specjalny FBI
- St. Ives (1976) jako Charlie Blunt
- Naga bomba (1980; znany także pod tytułem - Nagość ostateczna) jako szef
- Człowiek-kondor (1981) jako Russ Devlin
- Najlepszy kumpel (1981) jako kpt. Hubris
- Księżniczka futbolu (1983) jako pan Caine
- Słodki rewanż (1984) jako senator Arthur Haggarty
- Dwoje we mnie (1984) jako Burton Schuyler
- 2010: Odyseja kosmiczna (1984) jako Dimitri Moisevitch
- MacGyver (1985-92; serial TV) jako Peter Thorton